# 星星之火、可以燎原
星星之火、可以燎原は毛沢東が書いた文書の表題および中国語の表現。

## 概要
言葉の意味は、小さな火花であっても広野を焼き尽くすことができるということ。このことから最初は小さな勢力であっても、この勢力はやがては強大な勢力へと発展する無限の可能性を持っているということである。
1930年1月5日に毛沢東が林彪に宛てた書簡の表題が星星之火、可以燎原となっている。1941年12月の中共中央文献選集での表題は原典に基づいて星星之火、可以燎原となっている。だが1952年4月の中共中央書記処編印では表題の星星之火、可以燎原が掲載されていない。このように表題が掲載されなくなったことについては、書簡の内容が林彪は時局に対する観点が悲観的であると批判していたものであり、1948年に林彪が自らの名を出さないでほしいと申し出て、毛沢東はこれに応じて林彪の名前を消すことと同時に一部を書き改めたからであった。